# Wurzen
Wurzen is een gemeente en stad in de Duitse deelstaat Saksen, gelegen in de Landkreis Leipzig. De plaats telt 16.211 inwoners. De gemeente heeft de status van Große Kreisstadt. De stad voert officieus de bijnaam Ringelnatzstadt, naar de te Wurzen geboren dichter met die achternaam.

## Stadsindeling
De gemeente bestaat uit de Kernstadt Wurzen en nog 15 andere Ortsteile, te weten:
- Dehnitz
- Nemt
- Roitzsch
- Kühren (K)
- Burkartshain (K)

- Birkenhof (K)
- Kornhain (K)
- Mühlbach (K)
- Nitzschka (K)
- Oelschütz (K)

- Pyrna (K)
- Sachsendorf (K)
- Streuben (K)
- Trebelshain (K)
- Wäldgen (K).

Bijna al deze stadsdelen zijn kleine plattelandsdorpen met minder dan 500 inwoners. Alleen Burkartshain, 5 km ten zuidoosten van Wurzen, en Kühren, 7 km ten oosten van het stadje, aan de Bundesstraße 6, zijn wat groter. De twaalf met (K) gemerkte plaatsjes behoorden tot de gemeente Kühren-Burkartshain, die in het kader van een gemeentelijke herindeling per 1 oktober 2006 opging in Wurzen.

## Geografie, infrastructuur

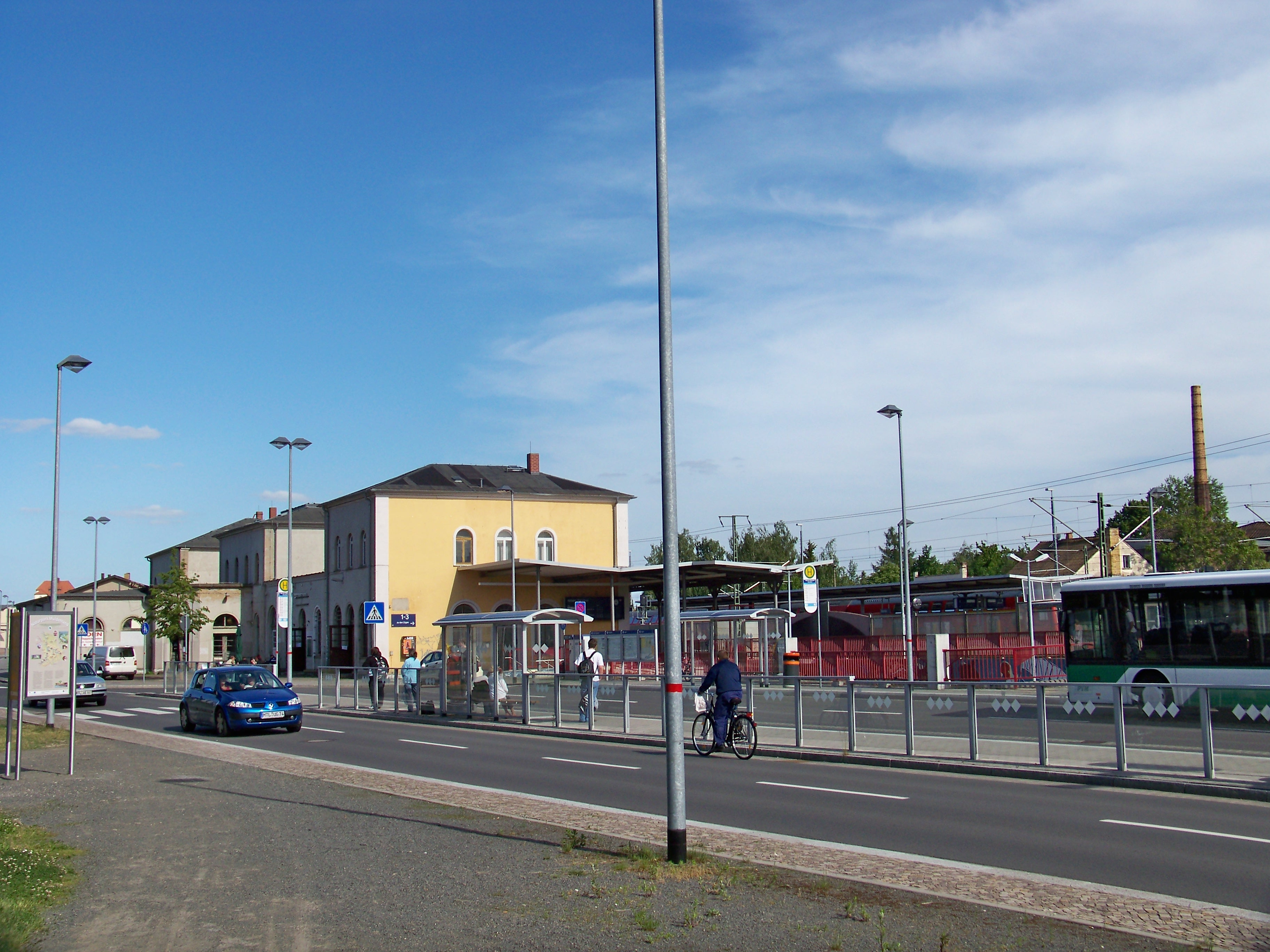
Station
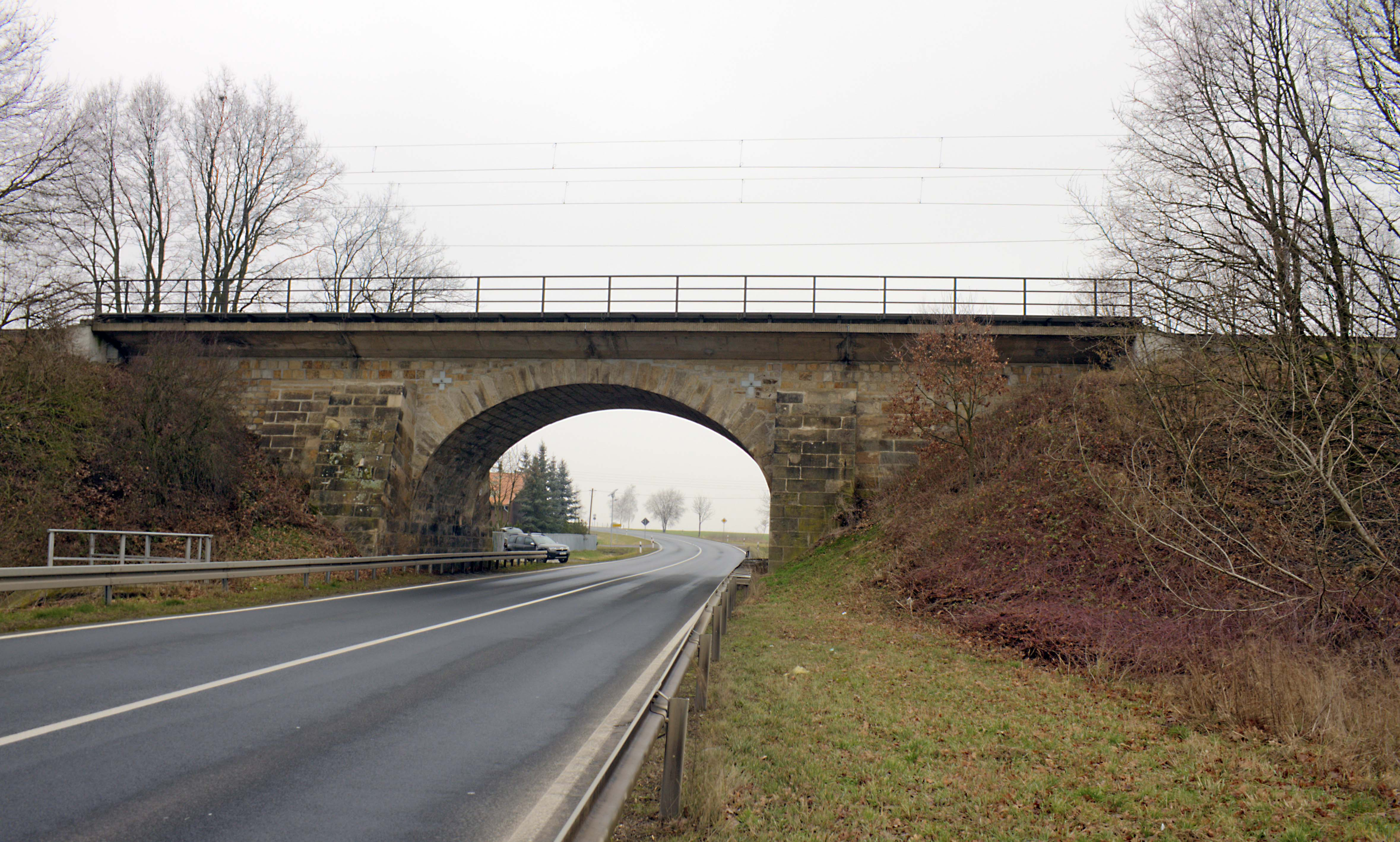
Spoorbrug bij Kornhain, bouwjaar 1838, één van de oudste spoorbruggen in geheel Duitsland
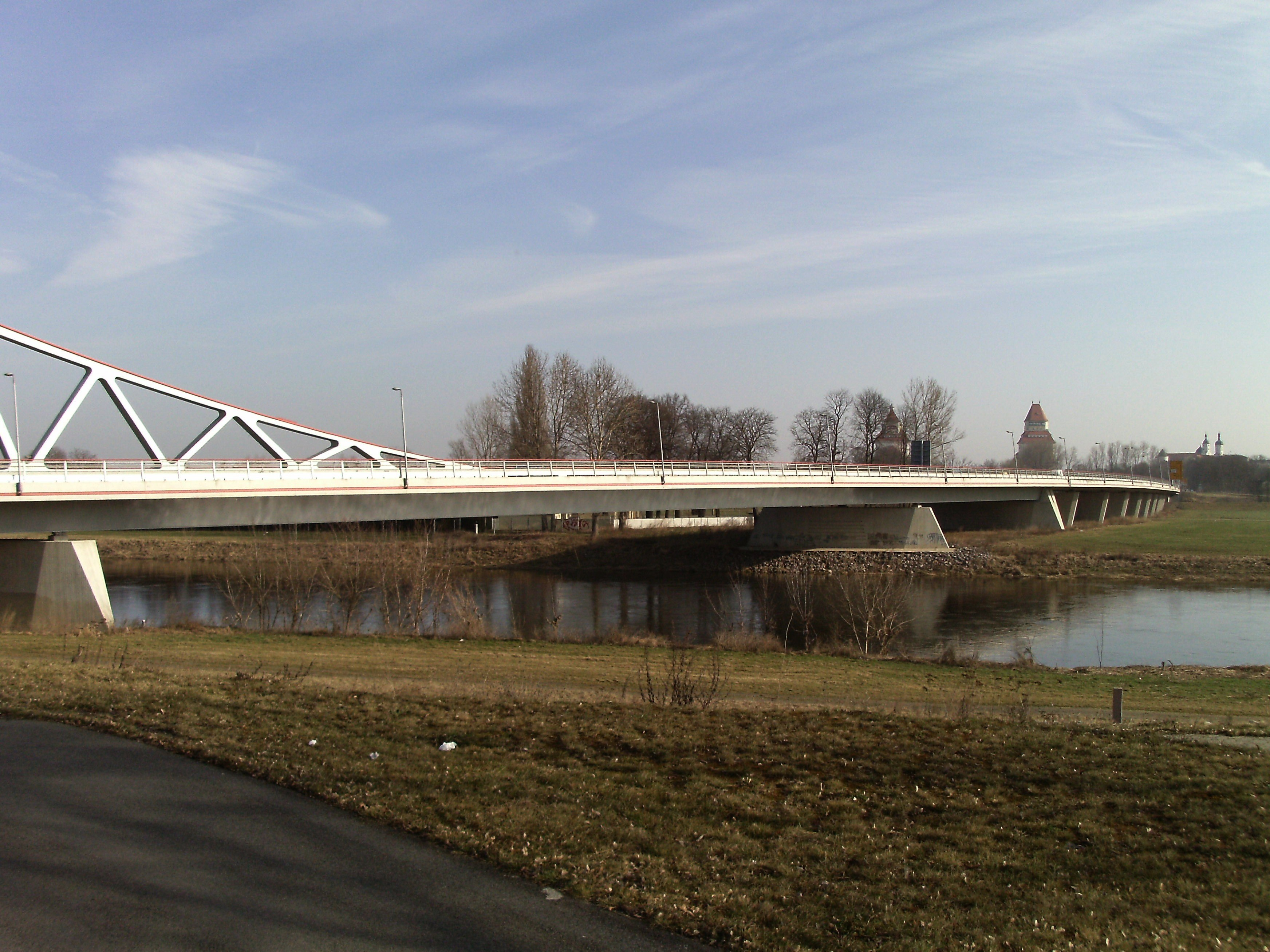
Brug over de Mulde bij Wurzen (voltooid in 2007)

Wurzen ligt op de oostelijke oever van de rivier de Mulde, die hier niet door vrachtschepen kan worden bevaren. Belangrijke, grotere steden in de omgeving zijn Leipzig, 30 km ten westen van Wurzen, en Grimma, 15 km ten zuiden van Wurzen. Het landschap ten noorden en westen van Wurzen is vlak, en in het oosten en zuiden heuvelachtiger met toppen tot 150-200 meter; dit is een streek, waar het gesteente porfier wordt gedolven.

### Naburige gemeentes
- In het noorden en noordoosten: Lossatal
- In het oosten: Dahlen (Saksen) en Wermsdorf, beide in de Landkreis Nordsachsen
- In het zuiden: Grimma
- In het zuidwesten: Trebsen/Mulde
- In het westen: Bennewitz, slechts ruim 2 kilometer van Wurzen vandaan
- In het noordwesten: Thallwitz.

### Verkeer
Belangrijke verkeerswegen in de gemeente zijn:
- de Bundesstraße 6
- de Bundesstraße 107.
- Ten zuiden van de stad loopt de Autobahn A 14; bij Grimma bevindt zich de dichtst bij Wurzen gelegen afrit (kruising met de B107, nr. 31).

Wurzen heeft al sinds 1839 een station aan de spoorlijn Leipzig - Dresden. Het ligt 26 km ten oosten van Leipzig Hauptbahnhof en 90 km  ten west-noordwesten van  Station Dresden-Neustadt. Zeven kilometer ten oosten van station Wurzen heeft ook het dorp Kühren een klein station aan deze lijn. Nevenspoorlijntjes van Wurzen naar Glauchau en Eilenburg zijn inmiddels buiten gebruik gesteld.  
Er bestaat een streekbusverbinding met Leipzig.

## Economie
In Wurzen zijn enkele middelgrote fabrieken van voedingsmiddelen, vilt en van  machines en machineonderdelen gevestigd. Twee ten westen van het centrum naast elkaar staande, hoge, witte bedrijfspanden, de voormalige Krietsch-Molens, waarin enkele voedingsmiddelenbedrijven zijn gevestigd, beheersen, meer nog dan de Dom en het kasteel, het stadsbeeld van Wurzen. 
Aan de zuidkant van de stad, bij Dehnitz, staat een PQ Germany genaamde, aan een Amerikaans consortium toebehorende, fabriek van silicaten en kiezelzuur, dienend als grondstof of halffabricaat voor andere industrieën.
De stad heeft een algemeen ziekenhuis, dat tot de grootste werkgevers in de gemeente behoort. Het toerisme is vooralsnog van geringe betekenis.
De steengroeve van Lüptitz, direct ten noordoosten van Wurzen, ligt juist over de gemeentegrens met Hohberg, gemeente Lossatal.

## Geschiedenis

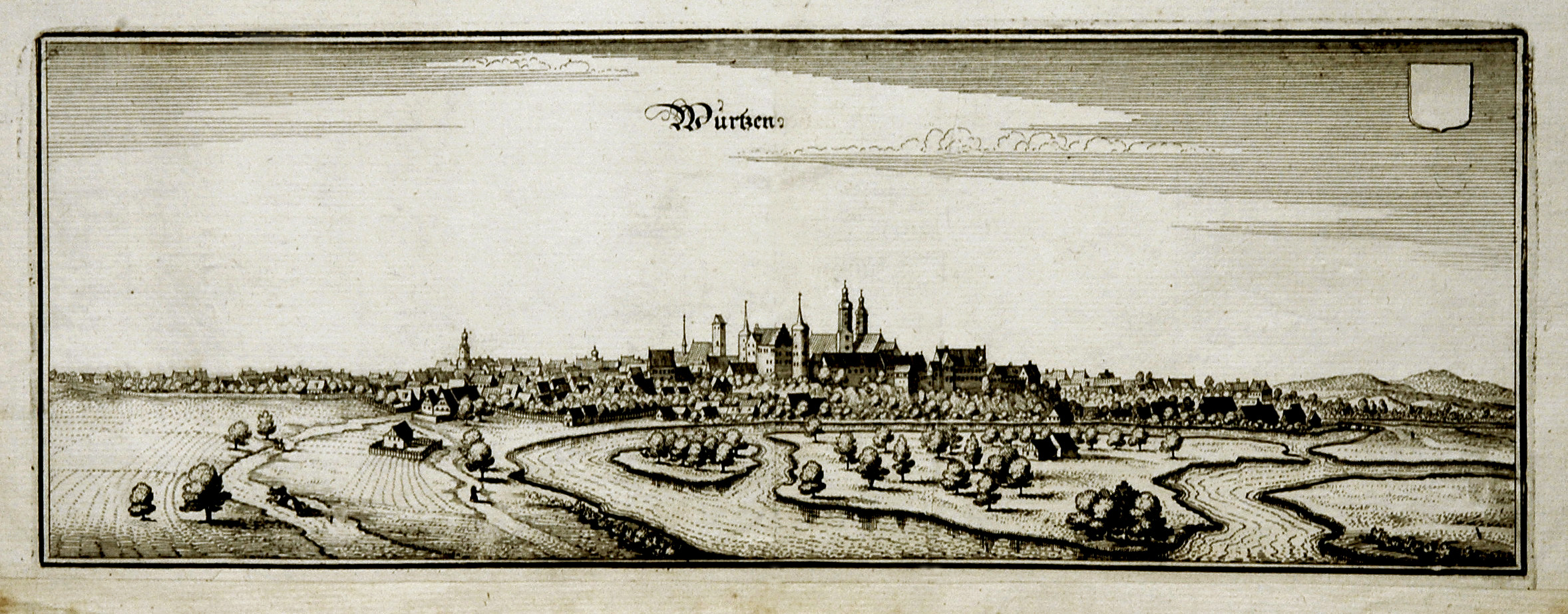
Wurzen omstreeks 1650 (Merian-prent)
Plattegrond van Wurzen uit 1745
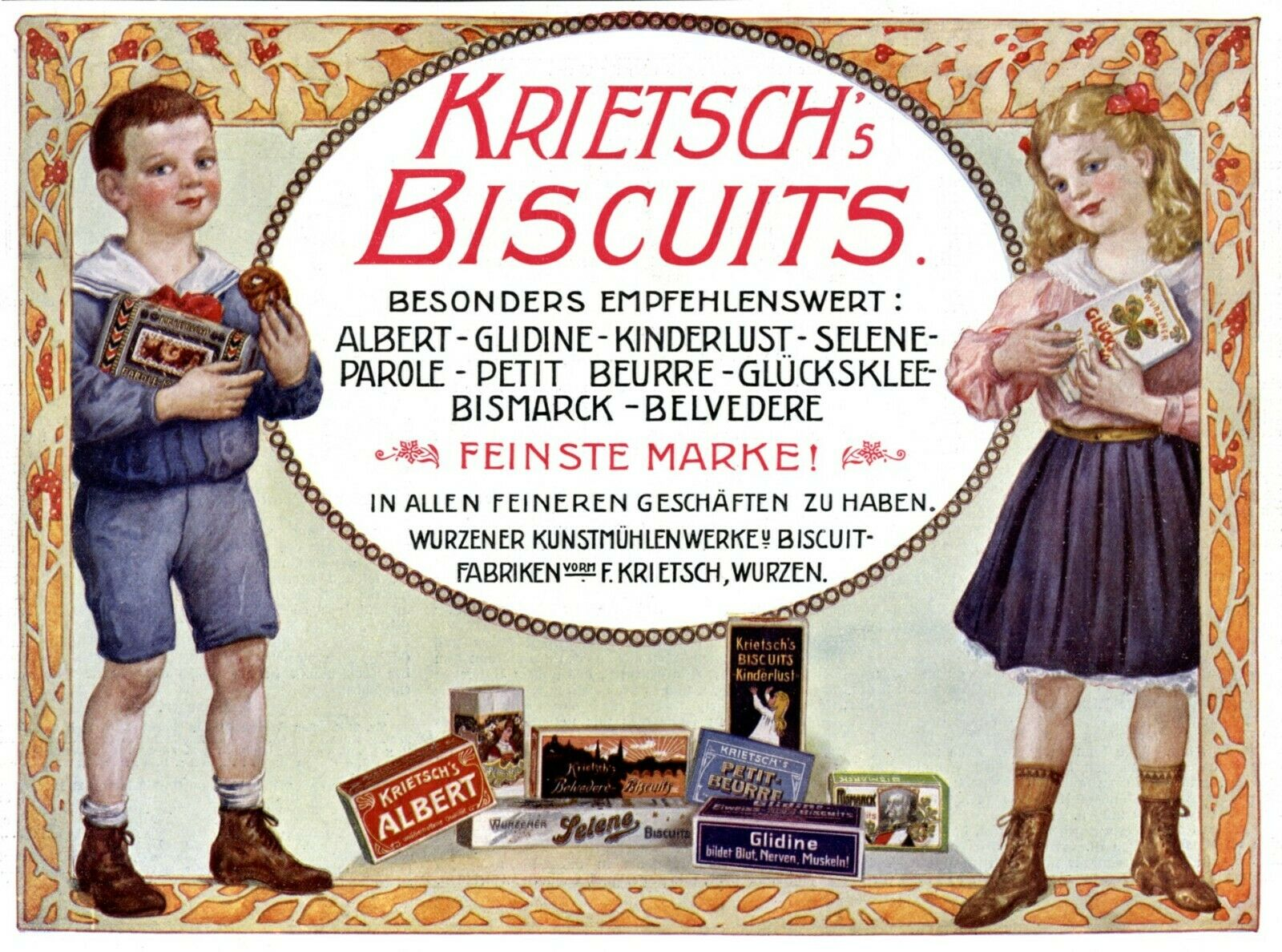
Reclame (1908) van de niet meer bestaande koekjesfabriek
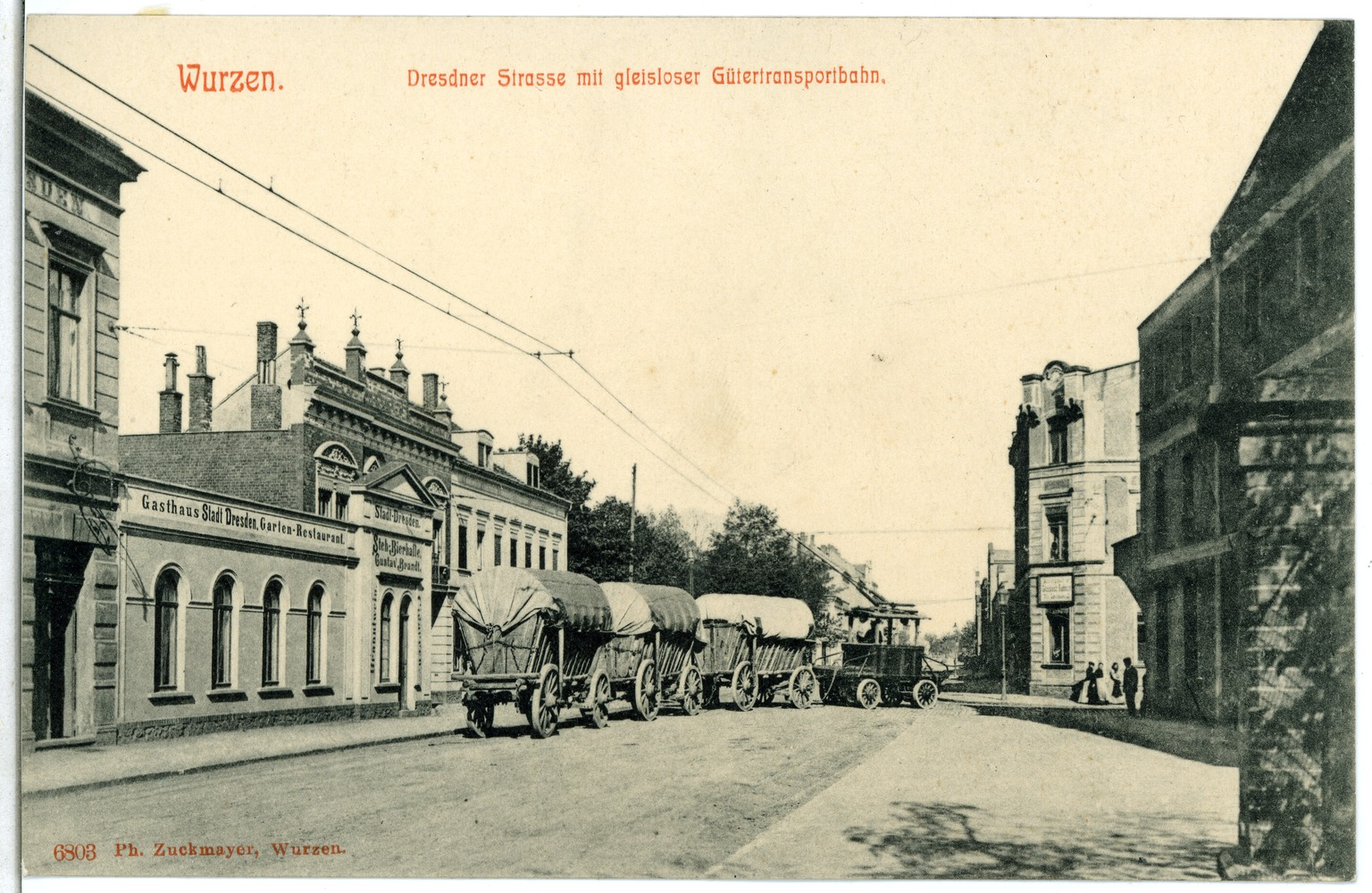
Elektrische tram voor meeltransport t.b.v. deze fabriek (1905)

Wurzen werd gesticht als Slavische nederzetting (Vurcine; oudste schriftelijke vermelding in 961). De plaatsnaam is vermoedelijk afgeleid van een Slavisch woord  voor heuveltje. Inderdaad ligt Wurzen op een heuveltje boven de Mulde. Op deze plaats werd een kasteel gebouwd bij een voorde, pontveer of brug over de Mulde, op een oude handelsweg Halle - Praag v.v..
In 1154 stond bisschop Gerung van Meißen te Coryn, het huidige Kühren, aan 16 boeren uit Vlaanderen toe,  aldaar land te ontginnen en in bezit te nemen. Zie ook: Oostkolonisatie. Wurzen zelf werd, nabij het eerder genoemde kasteel, op last van de bisschop van Meißen, omstreeks 1150 als marktnederzetting gesticht. Vermoedelijk verkreeg de plaats daarbij meteen stadsrechten.
Wurzen is de hoofdplaats van een gebied met de naam Wurzener Land, dat lange tijd in bezit was van het, binnen het Heilige Roomse Rijk reichsunmittelbare Prinsbisdom Meißen; Wurzen zelf lag vanaf 995 in dit gebied.
In de eerste helft van de 16e eeuw gingen Wurzen en omgeving ten gevolge van de Reformatie over tot het evangelisch-lutherse protestantisme. Tot op de huidige dag zijn verreweg de meeste christenen in de gemeente deze gezindte nog toegedaan. Dit geldt, tenzij anders vermeld, ook voor alle in dit artikel vermelde kerkgebouwen.
Het stadje was vanaf 1581  middelpunt van het Stiftsamt Wurzen, dat aan het Keurvorstendom Saksen (1547-1806) en na de Napoleontische tijd aan het koninkrijk Saksen onderhorig was. In de 17e en 18e eeuw, vooral tijdens de Dertigjarige Oorlog (1618-1648) werd Wurzen vaak geteisterd door oorlogsgeweld, branden en pestepidemieën. Hierdoor ging de stad economisch en in aantal inwoners achteruit. In 1832 begon een periode van herstel, toen kort na elkaar een verkeersbrug over de Mulde en een spoorlijn richting Leipzig en Dresden werden aangelegd. Fabrieken van textiel, metaalproducten en voedingsmiddelen vestigden zich in de 19e eeuw in Wurzen. De stad werd politiek een links bolwerk. In 1935, Adolf Hitler was intussen Führer van het Derde Rijk, veranderde dit tijdelijk. Er waren belangrijke stellingen van Flak-luchtafweergeschut van de Wehrmacht gestationeerd. Dit was in de Tweede Wereldoorlog voor de Geallieerden reden, de stad  enkele keren vanuit de lucht te bombarderen. Op 24 april 1945 capituleerde de stad voor de Amerikanen; de burgemeester van Wurzen had daarmee een uitdrukkelijk bevel van hoger geplaatste nazi's genegeerd. In juli 1945 werd Wurzen aan de bezettingsmacht uit de Sovjet-Unie overgedragen; van 1949 tot 1990 zou de stad deel uitmaken van de DDR.  In de eerste jaren na de oorlog bevond zich in het kasteel van Wurzen een verhoorcentrum van de Russische geheime dienst, ressorterend onder het NKVD. Verscheidene mensen, die hier gevangen zaten, kwamen later in de beruchte Russische Goelags om het leven.
In de DDR-tijd was er nog tot zeker 1970 belangrijke industrie te Wurzen gevestigd, waaronder de grote Krietsch-koekjes- en een tapijtfabriek; de stad had in die tijd circa 24.000 inwoners, die deels in zogenaamde Plattenbau-flatwijken waren gehuisvest. In 2002 is men met een ambitieus project van stadssanering begonnen. Een probleem is sedert omstreeks 1996, naast de vrij grote werkloosheid, dat relatief veel inwoners van Wurzen, vooral jongeren van 15-30 jaar, lid of sympathisant zijn van extreemrechtse organisaties. Neo-nazi's uit Wurzen zouden ook in steden in de omgeving  betrokken zijn geweest bij aanslagen op migranten en op linkse politici en journalisten.

## Bezienswaardigheden, toerisme e.d.
- De Dom van Wurzen werd in 1114 gebouwd, en ingrijpend, in gotische  stijl, gerenoveerd in  de tweede helft van de 13e eeuw. Latere renovaties dateren van 1503 (westelijk koor), 1593 (gaanderijen), 1932 (volledig nieuwe inrichting) en 2004. Het 60 meter lange kerkgebouw heeft twee torens, die 42 meter hoog zijn. De kerk is bekend om de in 1932 door de beeldhouwer Georg Wrba (1872-1939) gemaakte plastieken en sculpturen, die stilistisch tot het expressionisme worden gerekend. Ook het uit 1932 daterende en in 2007 gerestaureerde kerkorgel is cultuurhistorisch van belang. In de kerk vinden, vanwege haar goede akoestiek, vaak concerten van klassieke muziek plaats. In de kerk worden 's winters geen kerkdiensten gehouden.
- De Sint-Wenceslauskerk (Wenceslaikirche) in Wurzen dateert uit 1673. Een gedeelte van het gebouw  is in 1989 voorzien van vloerverwarming en fungeert als winterkerk. Het gebouw heeft, evenals de Dom, een goede akoestiek, en er worden vaak kleinschalige concerten en andere evenementen gehouden. De kerktoren is 54 meter hoog.
- Ook enkele van de tot de gemeente behorende dorpen hebben een cultuurhistorisch of architectonisch interessante dorpskerk, zie onderstaande afbeeldingen.
- Het Cultuurhistorische Museum van de stad, gevestigd in een groot, 16e-eeuws huis, bezit naast de voor een streekmuseum gebruikelijke collecties ook een verzameling memorabilia over de in Wurzen geboren dichter Joachim Ringelnatz.[7]
- Het Kasteel van Wurzen werd in zijn huidige vorm van 1491-1497 gebouwd. Opdrachtgever was bisschop Johan VI van Saalhausen. Het was één van de residenties van deze bisschop, die ook wereldlijke macht had als heer van het Prinsbisdom Meißen, en daarna, tot 1581, van zijn opvolgers. Nadien was het zetel van het Stiftsamt Wurzen, dat aan het Keurvorstendom Saksen (1547-1806) en na de Napoleontische tijd aan het koninkrijk Saksen onderhorig was. In de 19e eeuw en in de DDR-periode was in het kasteel een rechtbank en later een politiebureau gevestigd. Het kasteel is tegenwoordig een hotel met restaurant.
- Wurzen ligt sinds 2003 weer aan een, ook door evangelisch-lutherse kerkgenootschappen in stand gehouden, pelgrimsroute naar Santiago de Compostella (Jakobsweg). Ook enkele niet met het christendom verbonden langeafstands-wandel- en fietsroutes doen Wurzen aan.
- Zündmagnet[8] Wurzen is een café-restaurant annex motorfiets- en automuseum.
- Het geboortehuis van Joachim Ringelnatz is sedert 2023 als locatie voor uiteenlopende culturele evenementen in gebruik.

## Afbeeldingen

### Kerkgebouwen

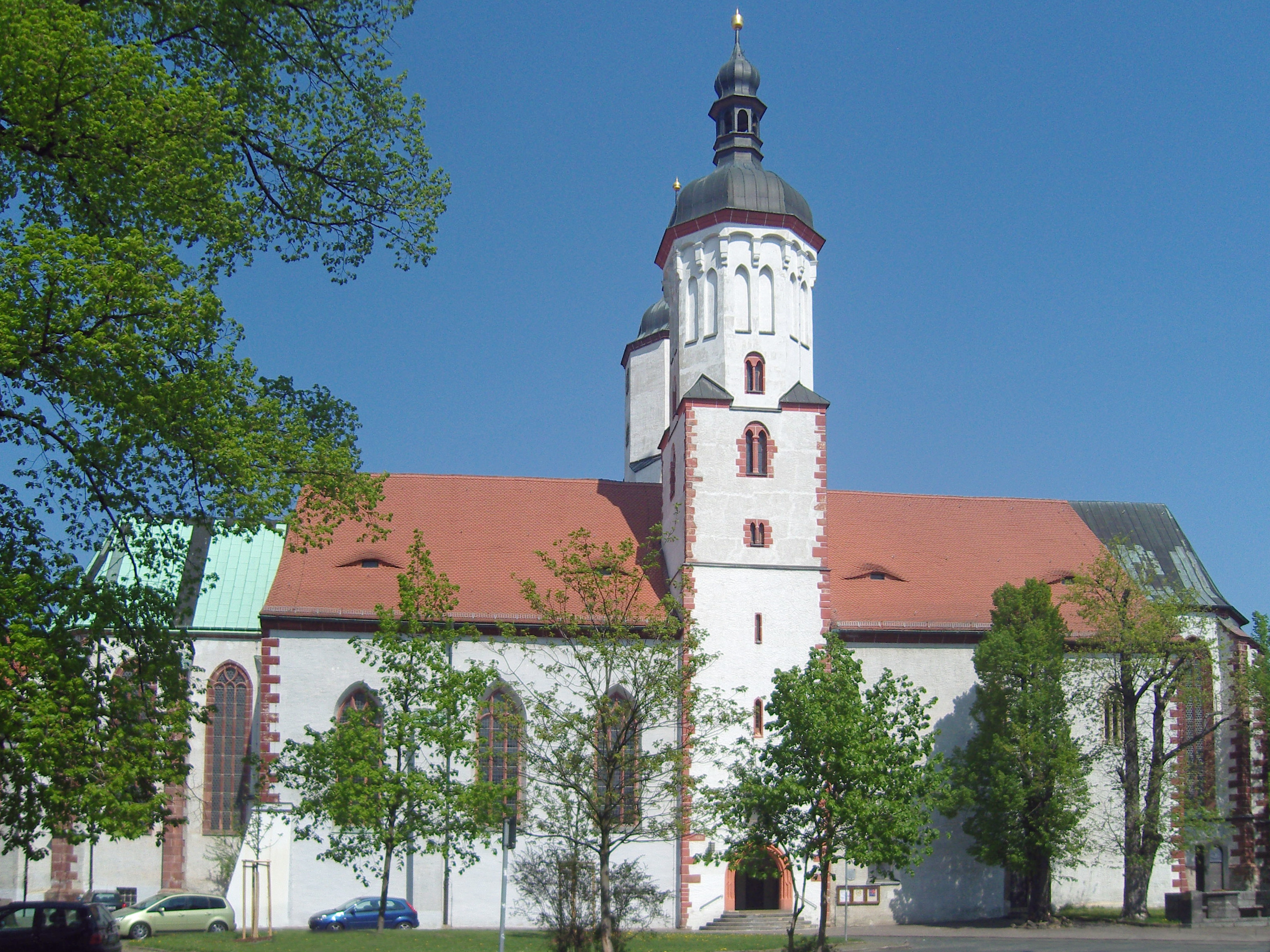
Dom van Wurzen
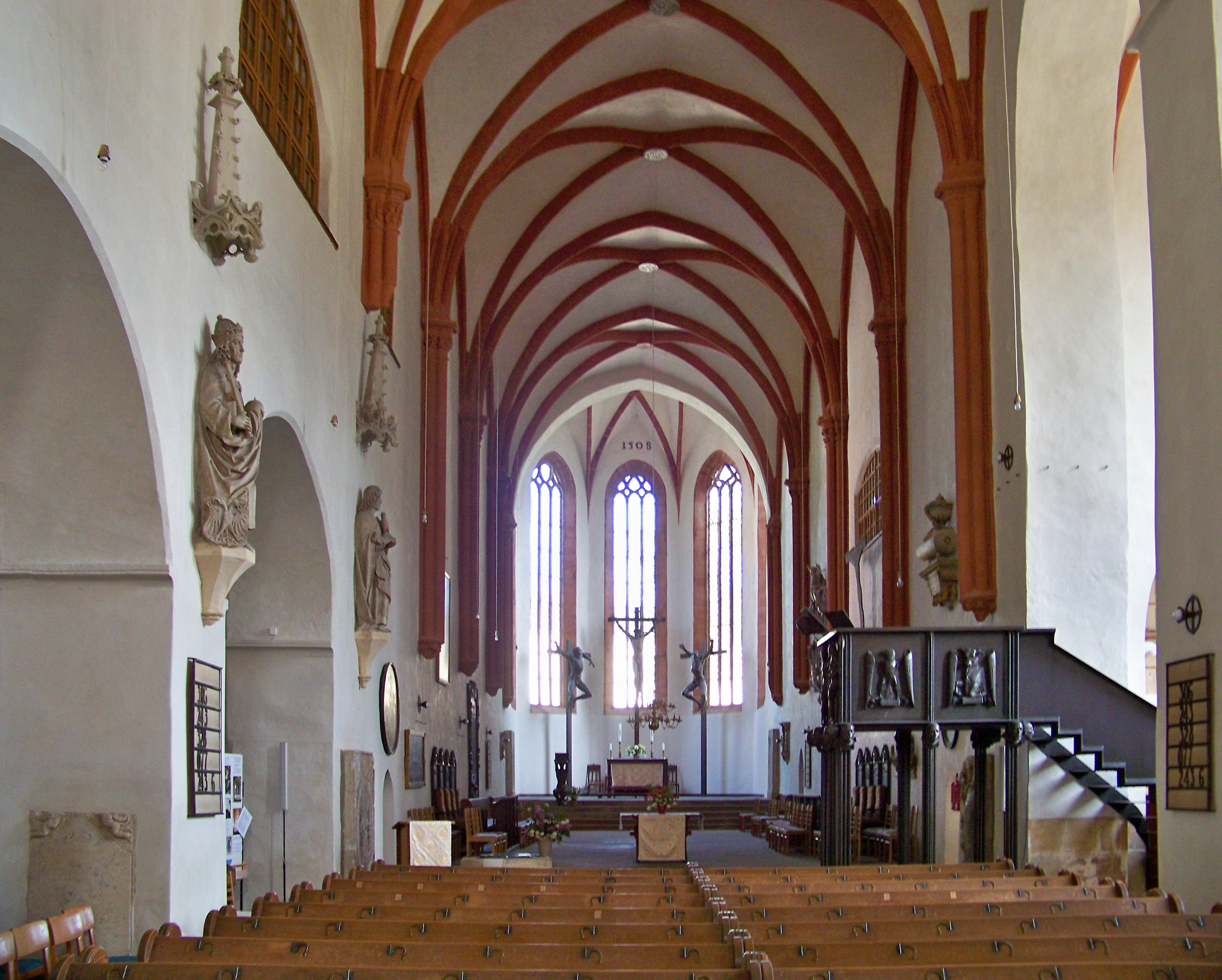
Interieur van dit kerkgebouw (1)
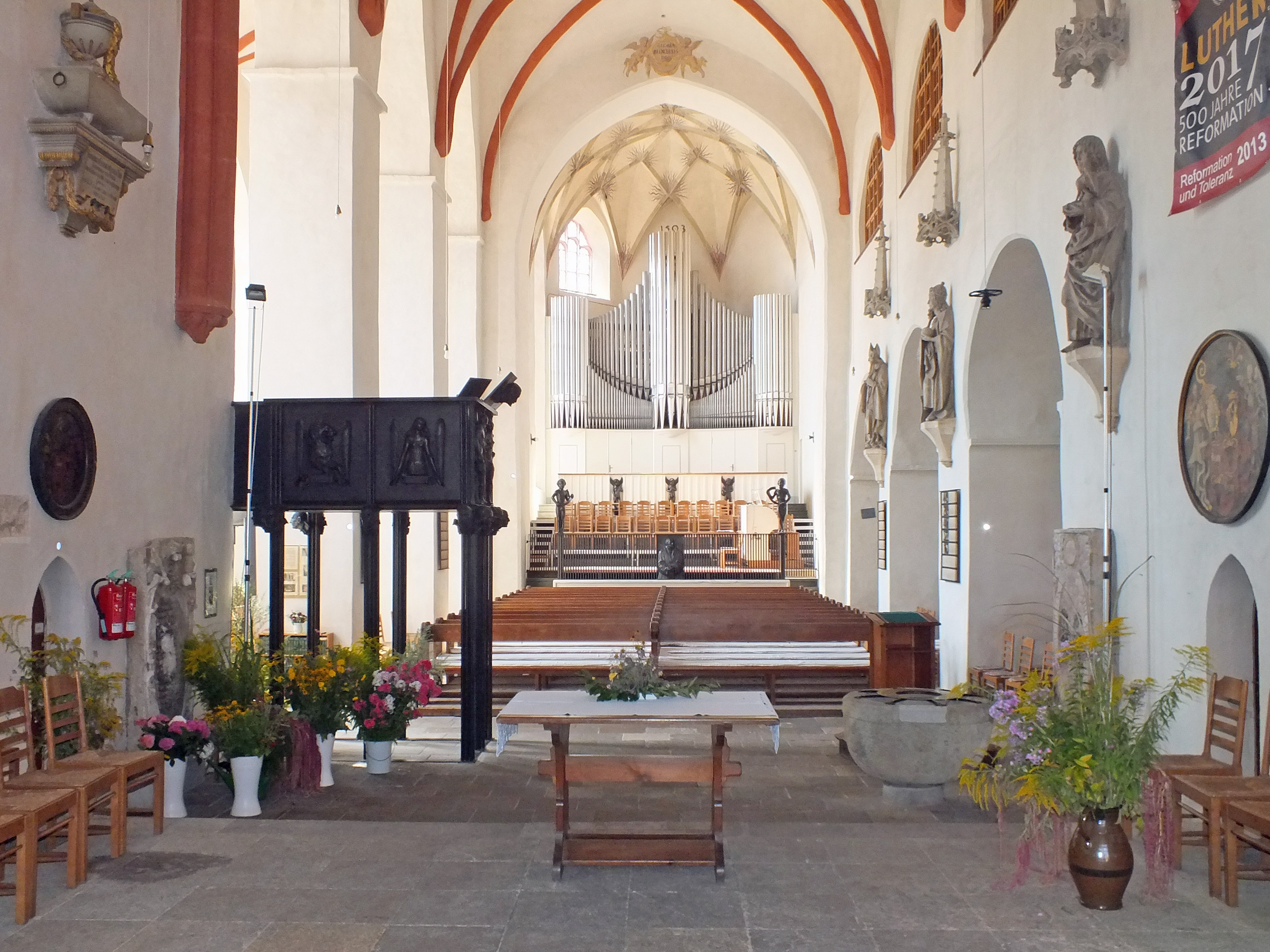
Interieur van dit kerkgebouw (2)
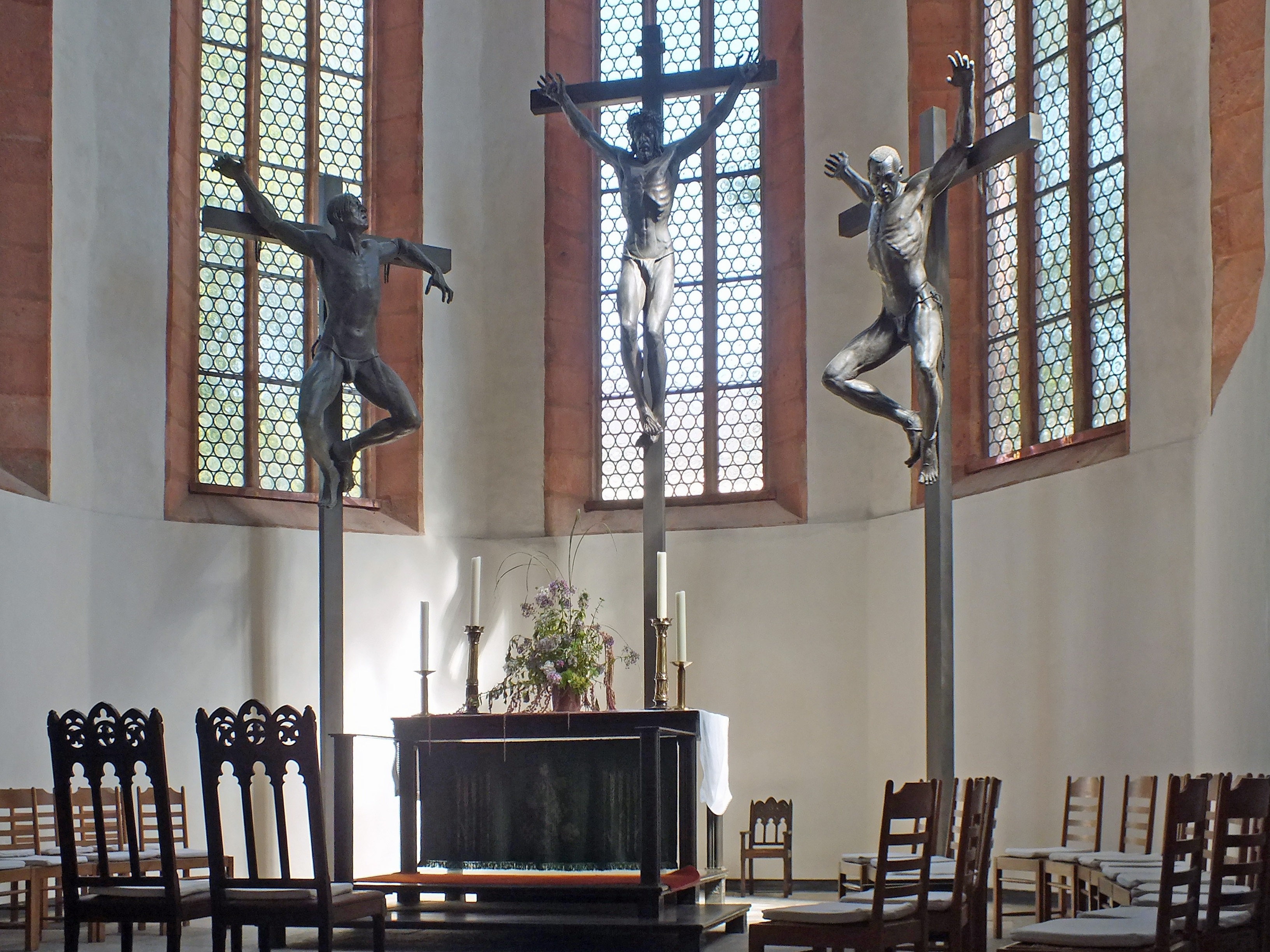
Kruisigingsgroep, brons, door Georg Wrba
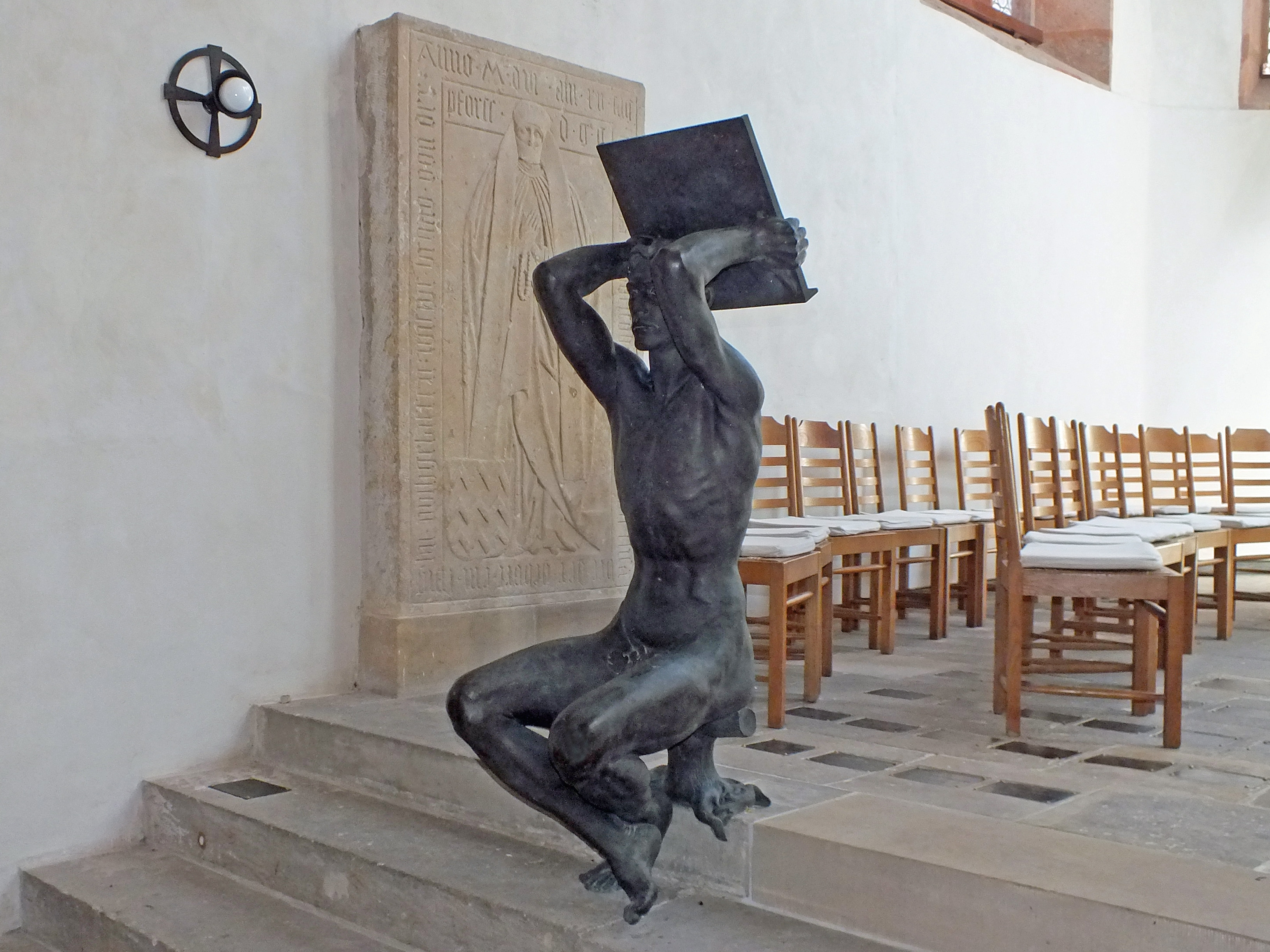
Lezenaar in dit kerkgebouw
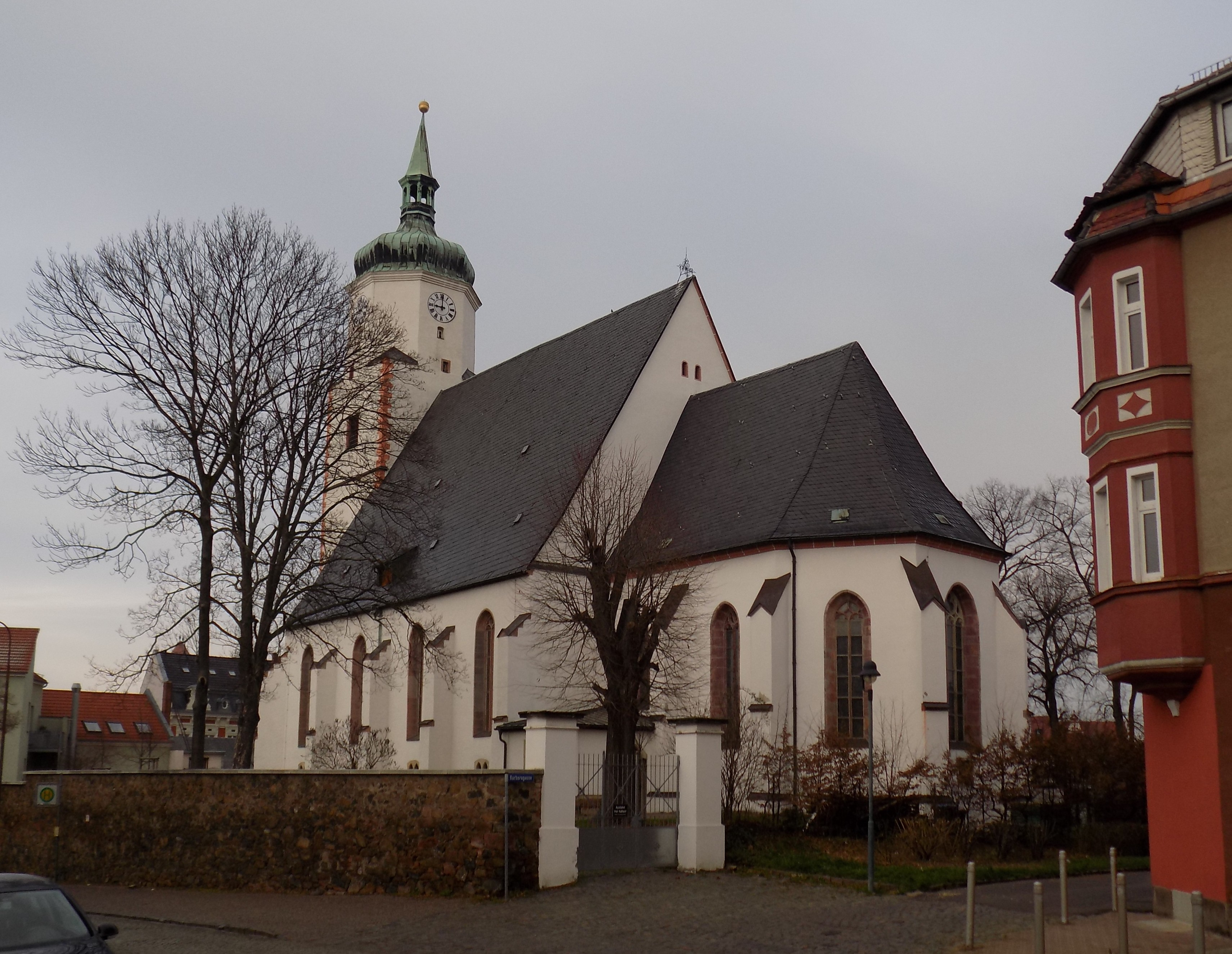
Sint-Wenceslauskerk
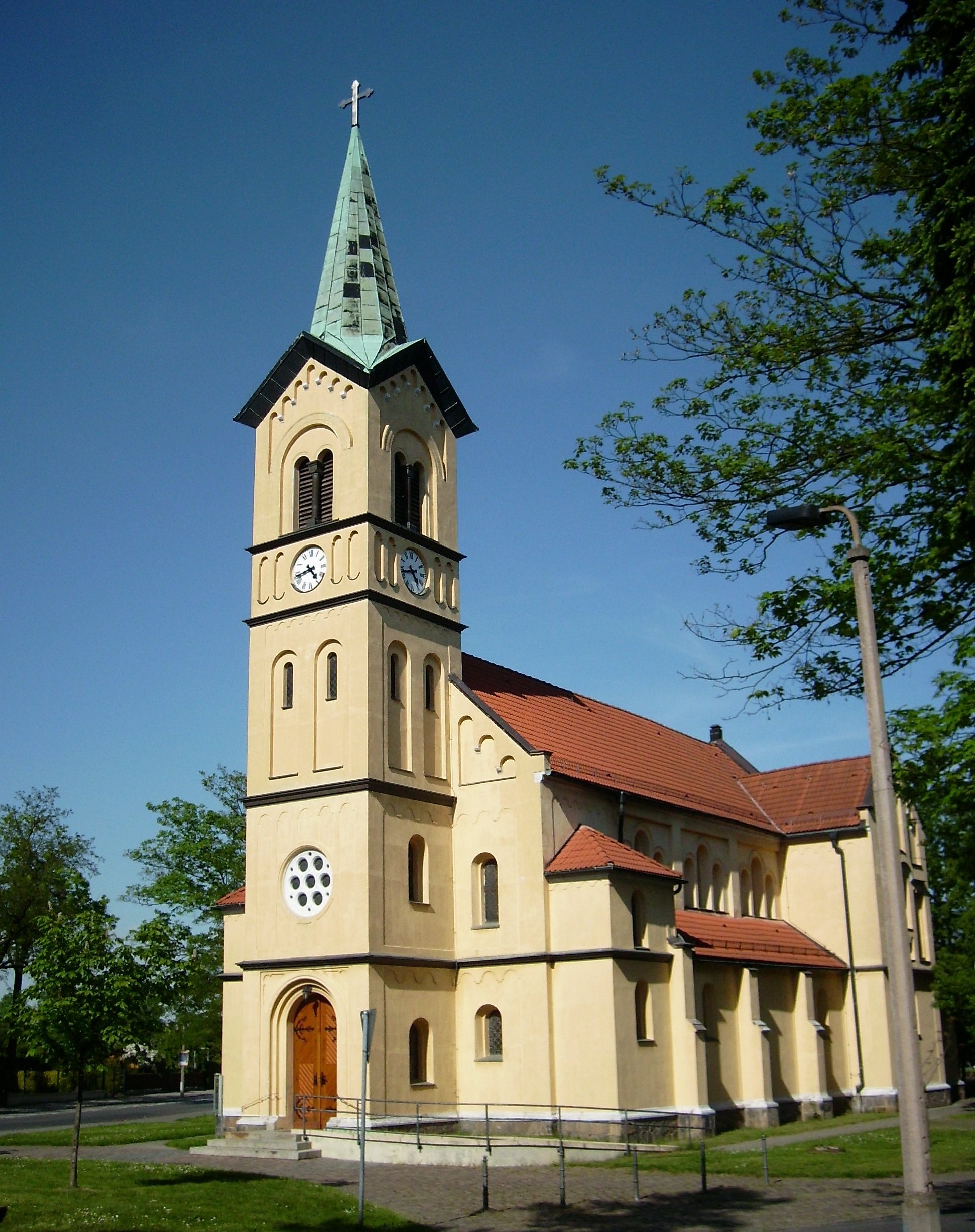
Rooms-katholieke Heilig-Hartkerk (Herz-Jesu-Kirche), gewijd in 1902
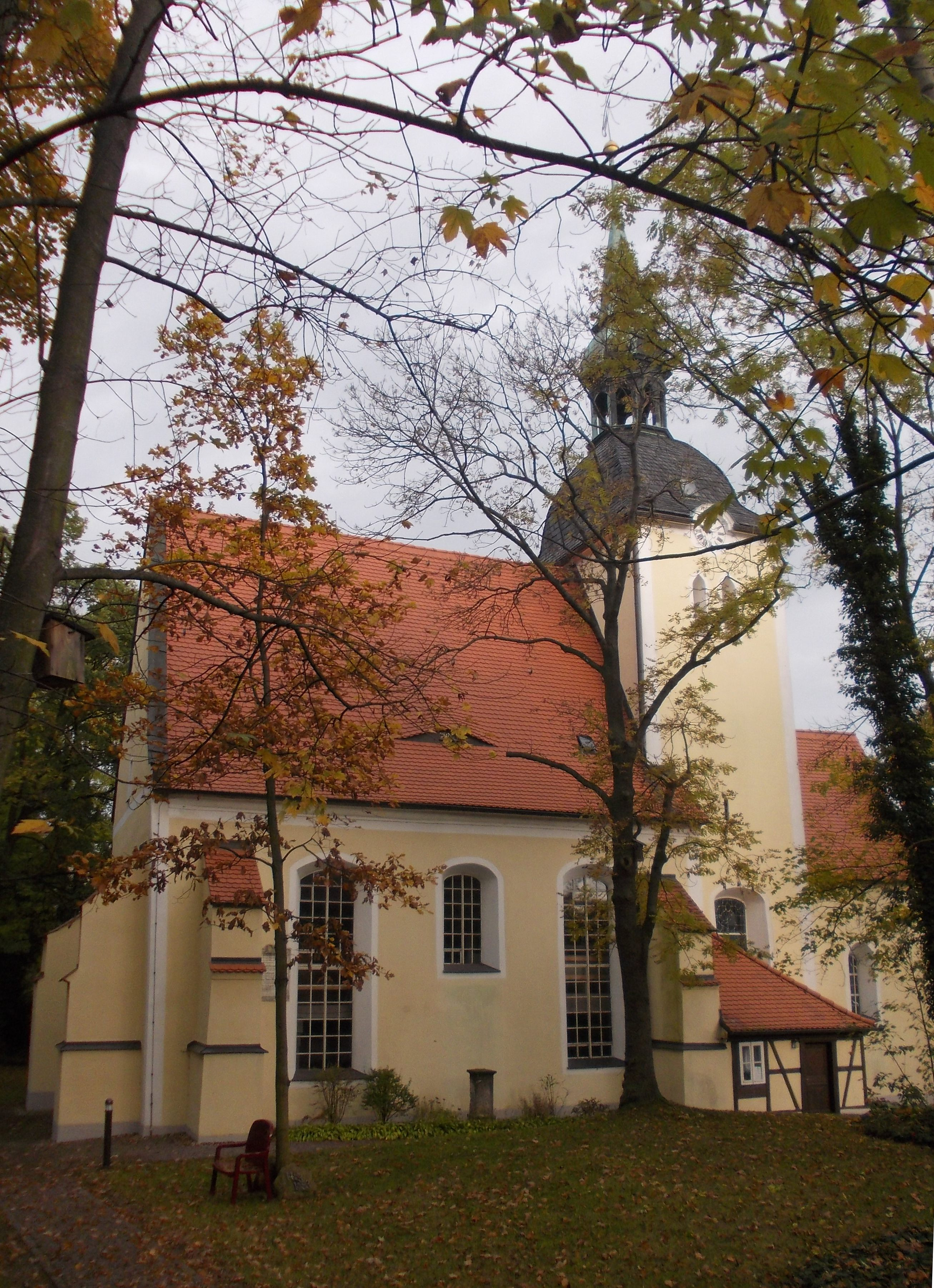
Dorpskerk te Burkartshain (13e eeuw; met barok interieur van omstreeks 1700)
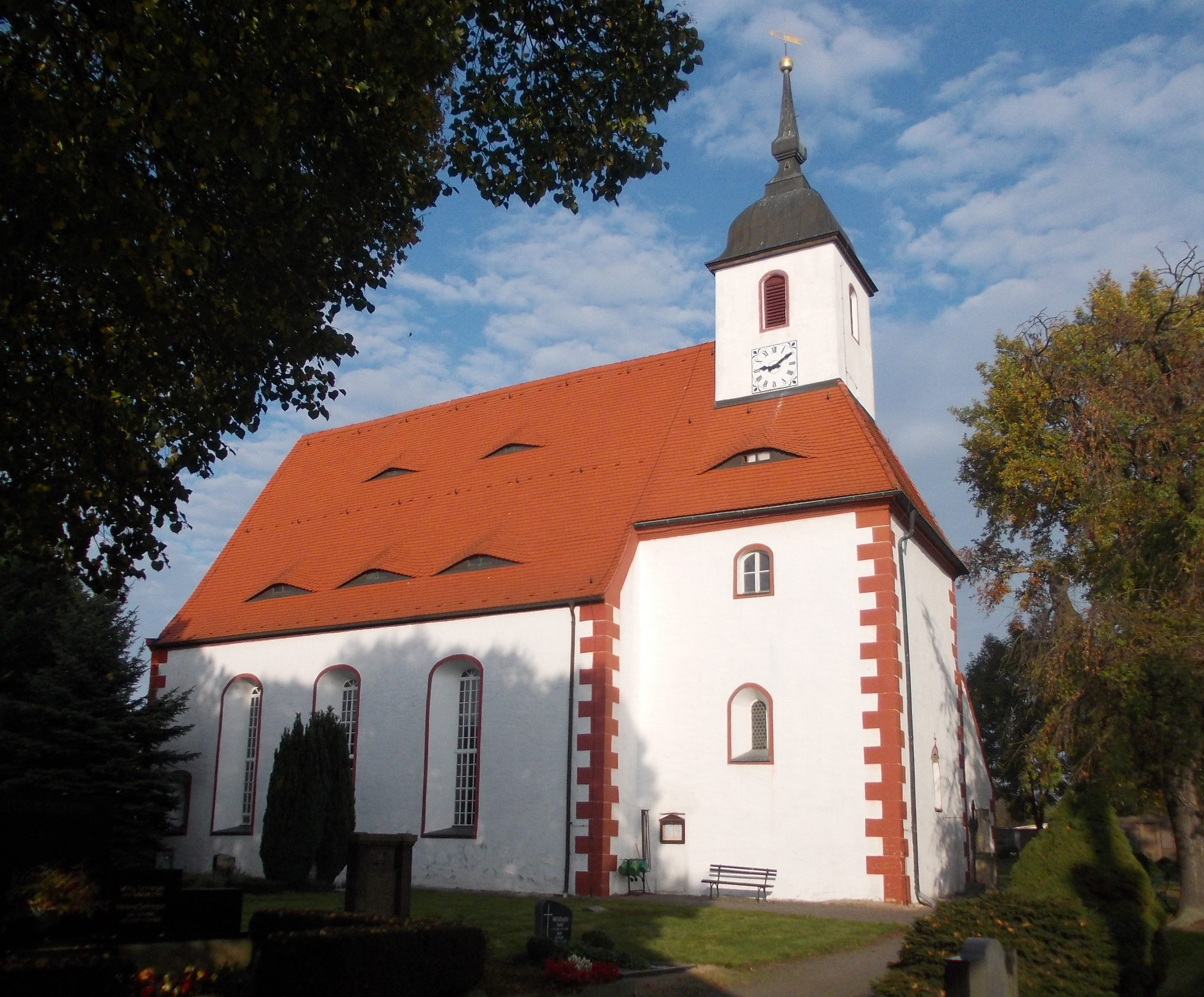
Dorpskerk te Kühren (bouwjaar 1154; kansel uit 1616)
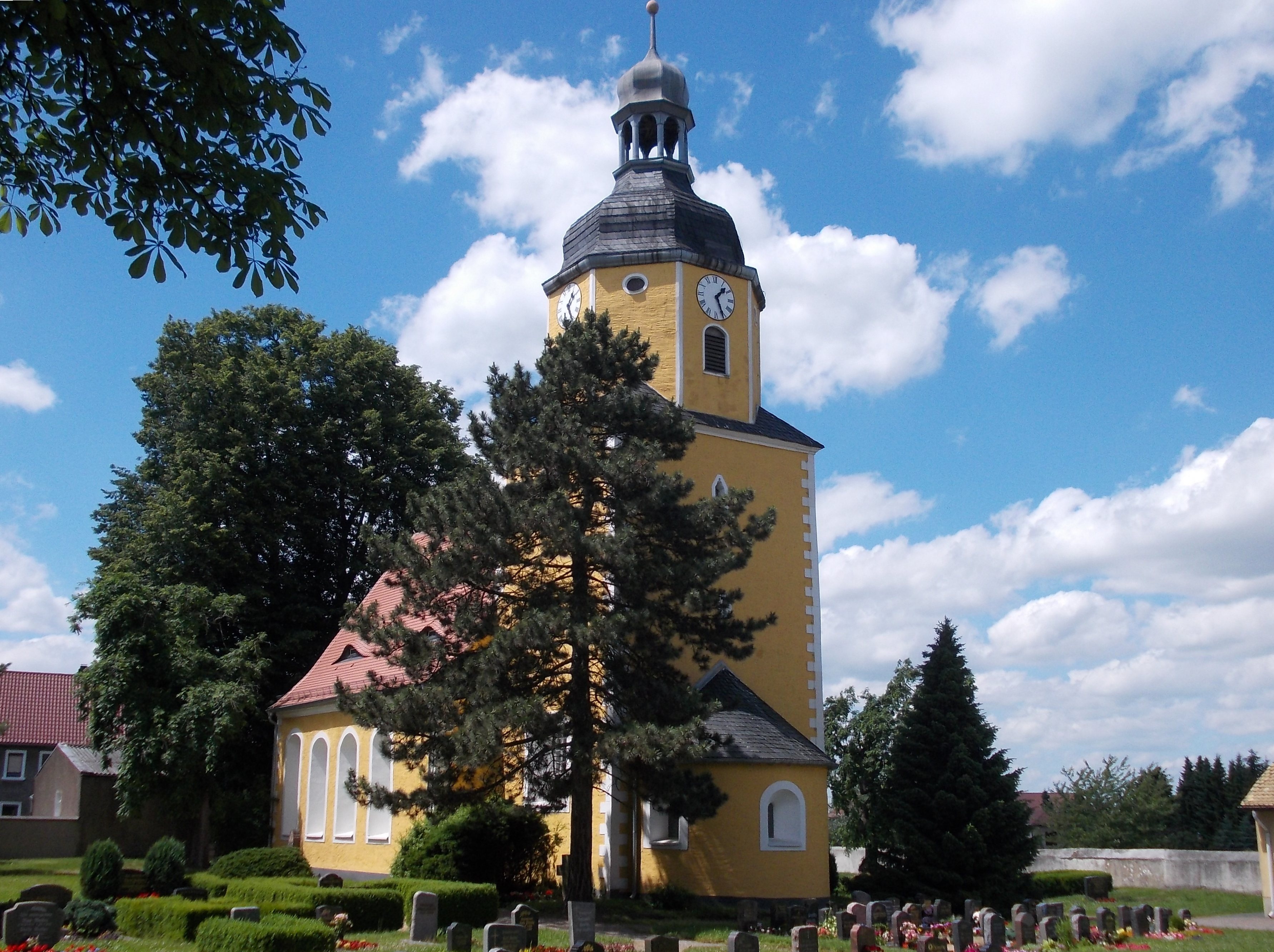
Dorpskerk te Sachsendorf (1698)
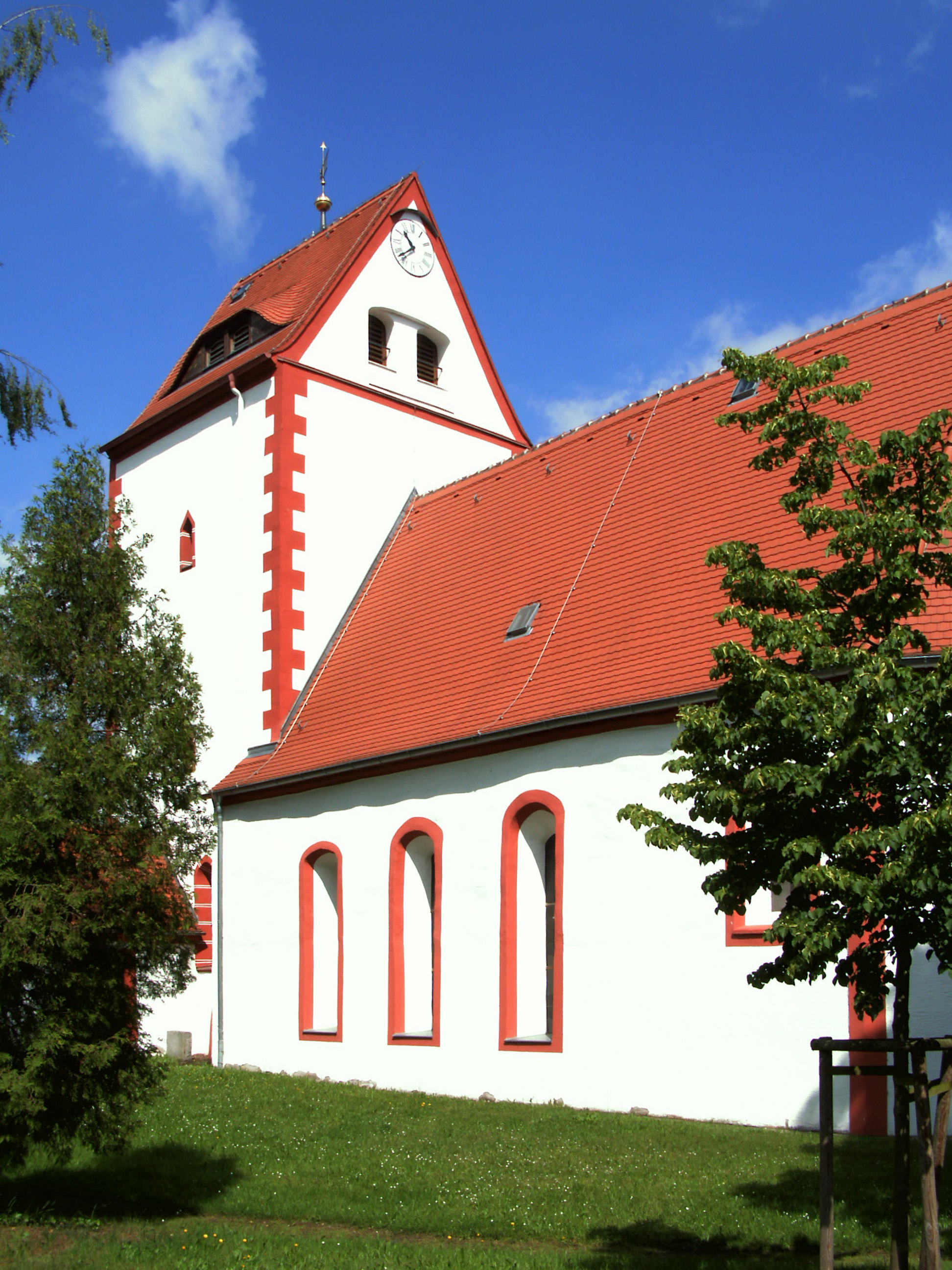
Dorpskerk te Nemt

### Overige

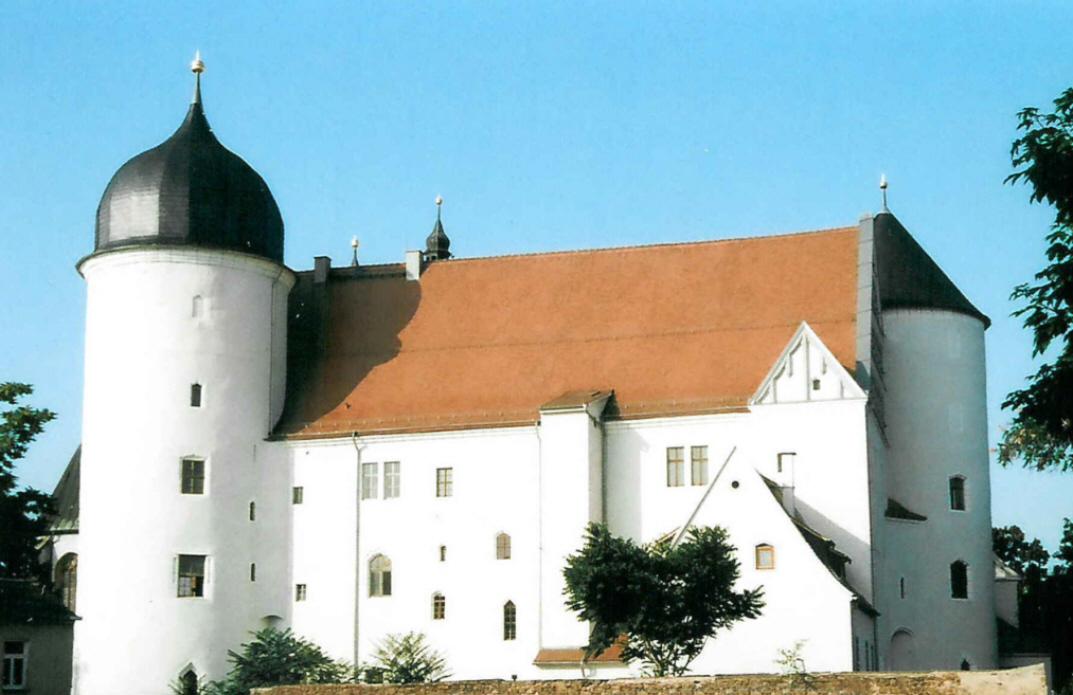
Kasteel
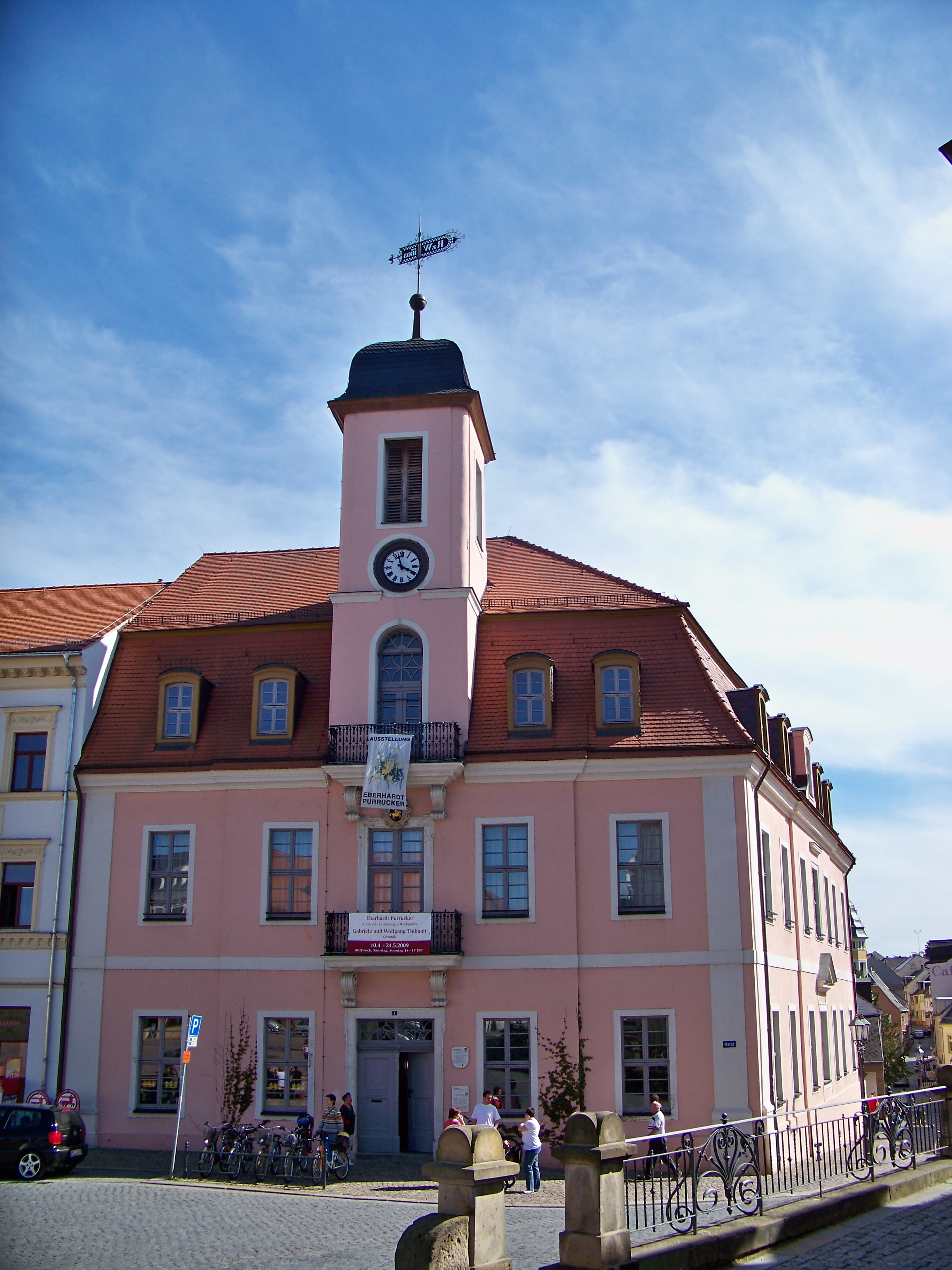
Oude Stadhuis
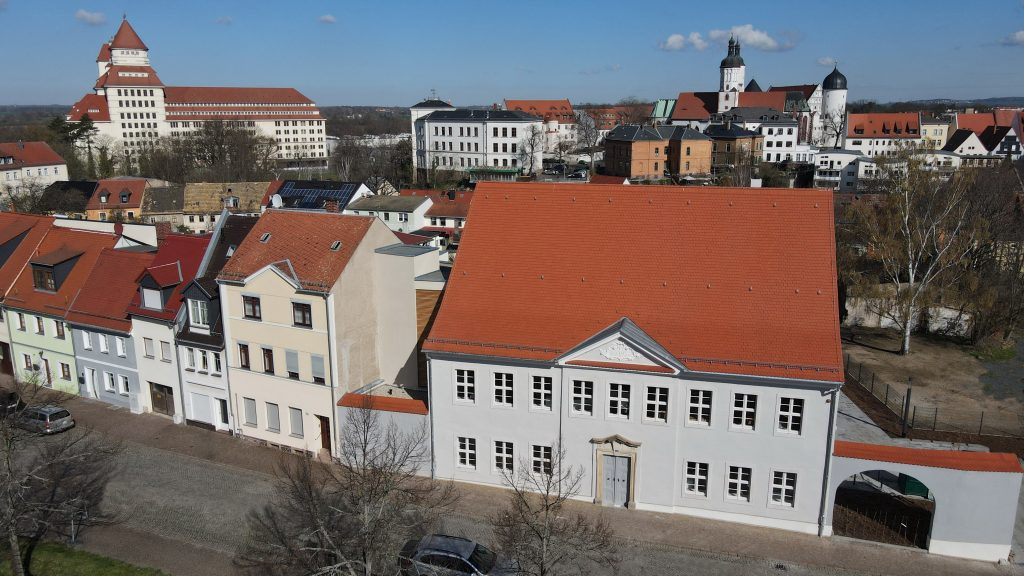
Geboortehuis van de dichter Joachim Ringelnatz
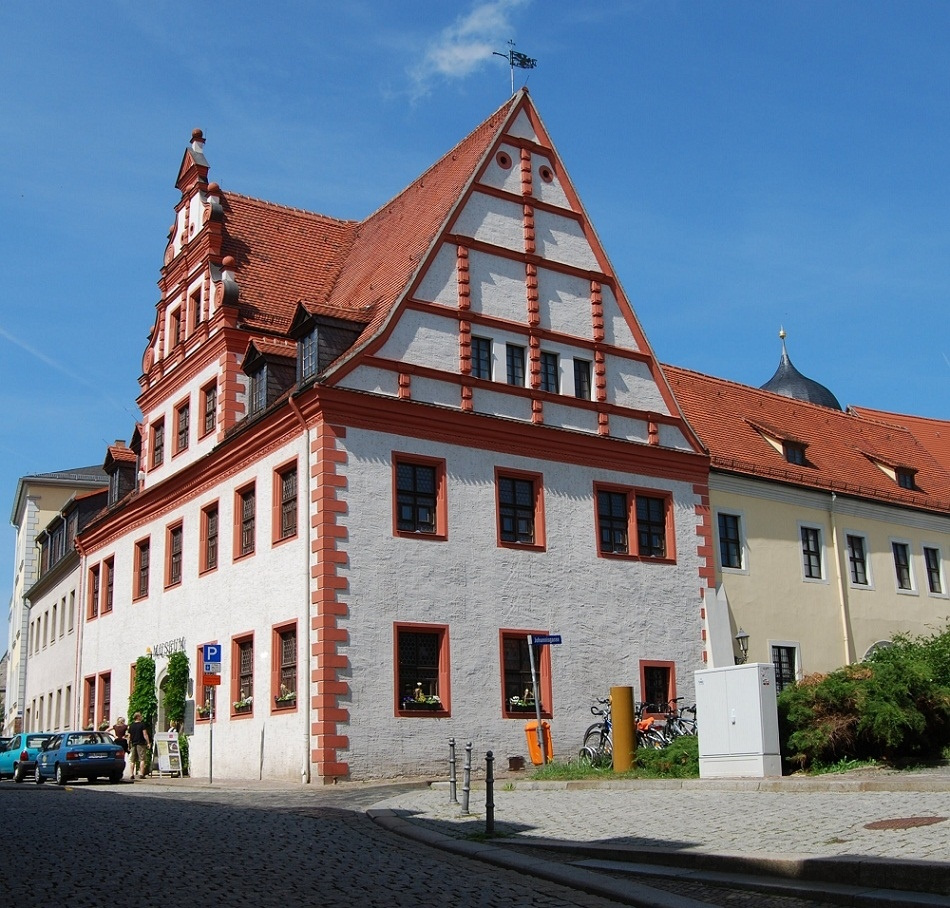
Cultuurhistorisch museum
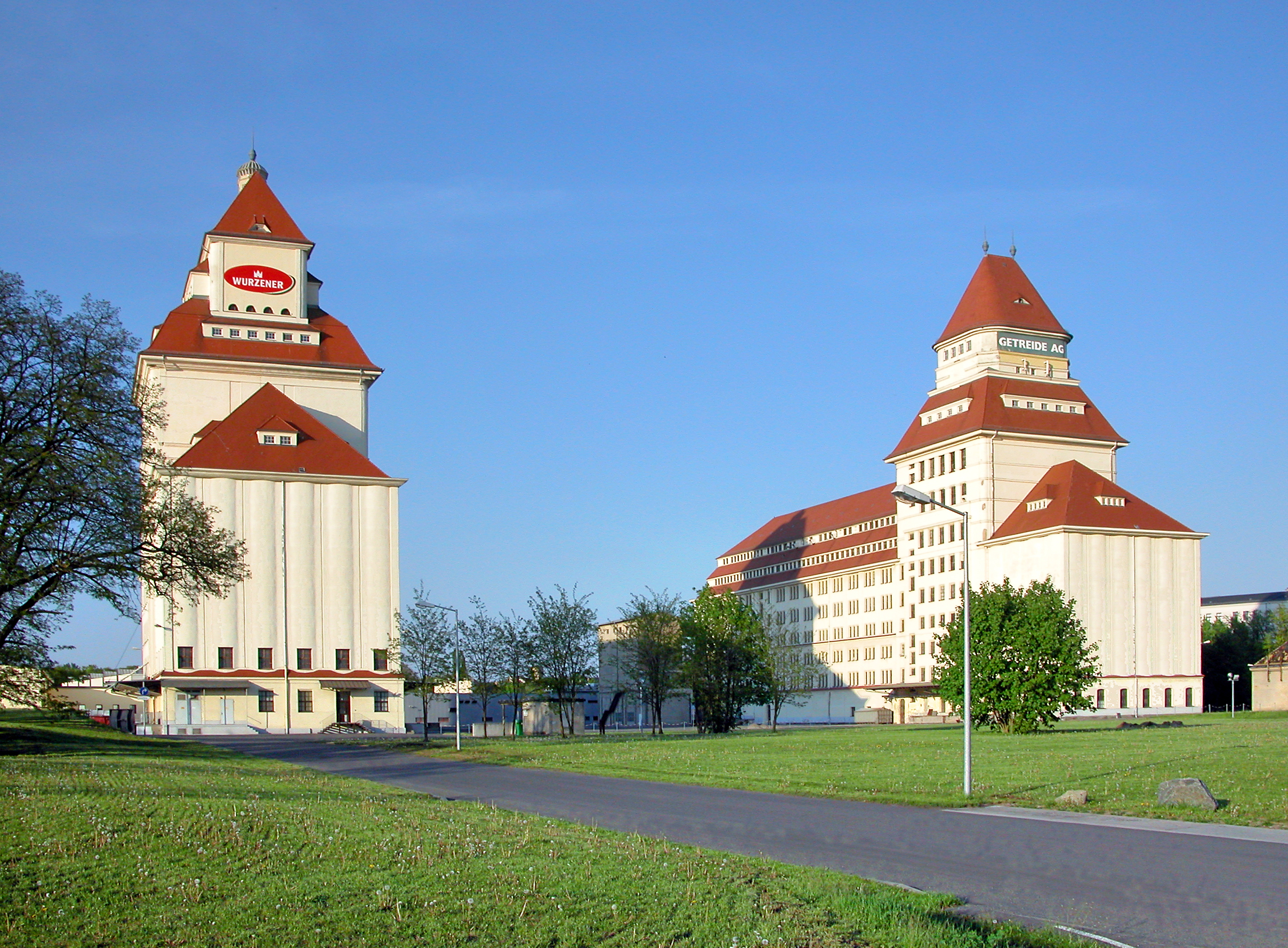
Bedrijfspanden Krietschmühlen (gebouwd tussen 1917-1924; onder monumentenzorg)
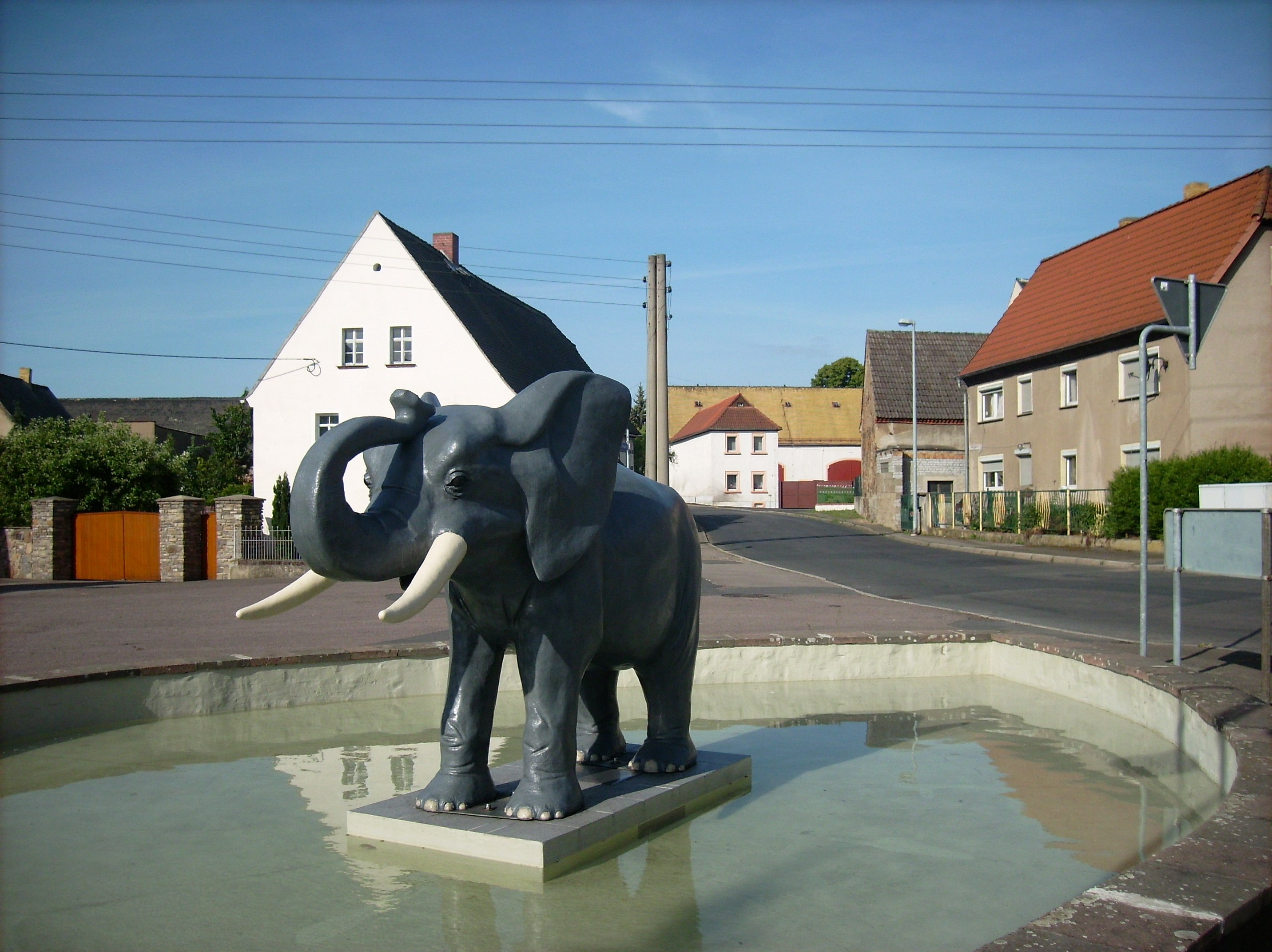
Fontein met olifant te Kühren

## Geboren te Wurzen
- Magnus Gottfried Lichtwer de Jongere (1719-1783), jurist en dichter van fabels in de stijl van Aesopus
- Joachim Ringelnatz (1883-1934), dichter, entertainer en kunstschilder, in zijn jeugd nog Hans Bötticher geheten
- Otto Georg Thierack (1889-1946), nazi-jurist en -politicus, tot 1942 minister van Justitie in Nazi-Duitsland
- Erika Pohl-Ströher (1919-2016), scheikundige, was directrice en mede-eigenaresse van het cosmeticaconcern Wella; zij deed belangrijke schenkingen, o.a. de mineralencollectie van het museum terra mineralia te Freiberg
- Eckhard Jesse (1948),  politicoloog, deskundige inzake, vooral rechts, extremisme, tot ca. 2015 belangrijk expert o.a. voor het Bundesamt für Verfassungsschutz
- Philipp Wende (1985), roeier (Olympisch goud in de dubbel-vier, 2012 en 2016)

## Partnergemeentes
Wurzen onderhoudt jumelages met:
- Barsinghausen, Nedersaksen
- Warstein, Noordrijn-Westfalen
- Tamási, Hongarije
- Milicz, Polen.

## Trivia
In 1888 werd in Wurzen een show van luchtballonnen gehouden. Eén van de deelnemende ballonnen, die de vorm van een olifant had, raakte uit koers en maakte een noodlanding op een grote akker in de buurt van Kühren. Daar waren op dat moment tientallen boeren bezig met de oogst. Deze mensen hadden echter in hun leven nog nooit een olifant of luchtballon gezien. Zij vertrouwden de zaak niet, en gingen met mestvorken en zeisen het vermeende monster te lijf, wat hun de nodige spot in de omgeving opleverde. Later besloten de dorpelingen, er een soort logo voor Kühren van te maken, vandaar de sinds circa 1980 bestaande dorpsfontein in de vorm van een olifant.